# Підводні човни тип F1
| Підводні човни тип F1      | Підводні човни тип F1 | Підводні човни тип F1 |
| -------------------------- | --- | --- |
| Ro-1, Ro-2                 | | |
|                            | | |
|                            | | |
| Спуск на воду              | 1919 (2 човни) | 1919 (2 човни) |
| Виведений зі складу флоту  | 1930-32 | 1930-32 |
| Сучасний статус            | Виведені із складу флоту | Виведені із складу флоту |
| Проєкт                     | | |
| Тип ПЧ                     | Дизельний ПЧ | Дизельний ПЧ |
| Розробник проєкту          | верфі Кавасакі, Кобе | верфі Кавасакі, Кобе |
| Основні характеристики     | | |
| Швидкість (надводна)       | 13 вузлів (24 км/год) — максимальна, 10 вузлів (18,5 км/год) — економна.                                                             | 13 вузлів (24 км/год) — максимальна, 10 вузлів (18,5 км/год) — економна.                                                             |
| Швидкість (підводна)       | 8 вузлів (14,8 км/год) — максимальна, 4 вузла (7,4 км/год) — економна.                                                               | 8 вузлів (14,8 км/год) — максимальна, 4 вузла (7,4 км/год) — економна.                                                               |
| Робоча глибина занурення   | 40 м | 40 м |
| Гранична глибина занурення | 50 м | 50 м |
| Автономність плавання      | 15 діб, 3500 морських миль (6482 км) при швидкості 18,5 км/год, у підводному положенні — 75 м.миль (139 км) при швидкості 7,4 км/год | 15 діб, 3500 морських миль (6482 км) при швидкості 18,5 км/год, у підводному положенні — 75 м.миль (139 км) при швидкості 7,4 км/год |
| Екіпаж                     | 48 осіб | 48 осіб |
| Розміри                    | | |
| Довжина найбільша (по КВЛ) | 65,6 м | 65,6 м |
| Ширина корпусу найб.       | 6 м | 6 м |
| Середня осадка (по КВЛ)    | 4,2 м | 4,2 м |
| Водотоннажність надводна   | 717 т | 717 т |
| Озброєння                  | | |
| Артилерія                  | 1 х 76,2-мм палубна гармата (д.в 6800 м, скорострільність 13-18 п/хв)                                                                | 1 х 76,2-мм палубна гармата (д.в 6800 м, скорострільність 13-18 п/хв)                                                                |
| Торпедно- мінне озброєння  | 3 носових і 2 кормових ТА калібру 457-м). 8 торпед                                                                                   | 3 носових і 2 кормових ТА калібру 457-м). 8 торпед                                                                                   |

 Тип F1 (як тип підводних човнів Японії) — 2 однотипні японські підводні човни ВМФ Імператорської Японії. Човни були замовлені в межах кораблебудівних програм 1915—1916 рр. Обидва були закладені в 1918 році. Їх цілю було діяти разом з силами надводного флоту та вести боротьбу з лінкорами противника та вести війну проти торгового флоту. Субмарини будувались на основі італійського проєкту і будувались за допомогою документації виготовленої італійськими інженерами та за їх безпосередньої допомоги. Човни мали однокорпусну конструкцію, розділену на 5 відсіків. За допомогою системи муфт двигуни були здатні працювати одразу на підзарядку акумуляторів та виробляти енергію для безпосереднього використання. Ці човни стали першими човнами японського флоту.

## Представники
| Назва | Завод          | Закладений    | Спущений на воду | Переданий флоту | Виведений з флоту                                               |
| ----- | -------------- | ------------- | ---------------- | --------------- | --------------------------------------------------------------- |
| Ro-1  | Кавасаки, Кобе | листопад 1918 | 28.7.1919        | 31.3.1920       | травень 1930 виведений з списків флоту та зданий на металобрухт |
| Ro-2  | Кавасаки, Кобе | листопад 1918 | 21.11.1919       | 20.4.1920       | жовтень 1932 виведений з списків флоту та зданий на металобрухт |